# Hinsbourg
Hinsbourg település Franciaországban, Bas-Rhin megyében. Lakosainak száma 117 fő (2022. január 1.). Hinsbourg Frohmuhl, La Petite-Pierre, Puberg, Struth és Zittersheim községekkel határos.

## Népesség
A település népességének változása:
| Lakosok száma | 116  | 113  | 112  | 111  | 111  | 113  | 113  | 117  |
|               | 2013 | 2015 | 2017 | 2018 | 2019 | 2020 | 2021 | 2022 |